# Aechmea ferruginea
Espèce
Classification phylogénétique
Aechmea ferruginea est une espèce de plantes à fleurs de la famille des Bromeliaceae, endémique du Pérou.

## Synonymes
- Podaechmea ferruginea (L.B.Sm.) L.B.Sm. & W.J.Kress[1].

## Distribution
L'espèce est endémique du Pérou.

## Description
L'espèce est épiphyte.